# Římskokatolická farnost Svojšice u Sušice
Římskokatolická farnost Svojšice u Sušice je zaniklým územním společenstvím římských katolíků v rámci sušicko-nepomuckého vikariátu českobudějovické diecéze.

## O farnosti

### Historie
Plebánie je ve Svojšicích připomínána v roce 1366. V pozdější době zanikla a ves se stala součástí petrovické farnosti. Roku 1713 byla ve Svojšicích obnovena samostatná farnost.

### Současnost
Farnost ke dni 31.12.2019 zanikla. Jejím právním nástupcem je Římskokatolická farnost Petrovice u Sušice.
| Kostel                     | Místo             | Bohoslužba             | Bohoslužba             | Poznámka     |
| -------------------------- | ----------------- | ---------------------- | ---------------------- | ------------ |
| Kaple Panny Marie Bolestné | Odolenov          | neslouží se pravidelně | neslouží se pravidelně | obecní kaple |
| Kostel sv. Jana Křtitele   | Svojšice u Sušice | neděle                 | 12.00                  | farní kostel |